# Tumipampa panaca
Tumipampa pacaca, spesso trascritto, più correttamente, come Tumibamba panaca, è il nome attribuito alla panaca o linea di discendenza di Huayna Cápac così come è stato tramandato dai cronisti spagnoli dell'epoca.
Ogni panaca, giova ricordarlo, al tempo degli Inca consisteva nella famiglia di ogni sovrano in cui confluivano tutti i discendenti ad eccezione dell'erede al trono che avrebbe dato luogo ad un proprio lignaggio. Il nome di Tumipampa, per alcuni esperti è riferito alla località omonima, luogo di nascita di Huayna Capac e residenza prediletta di questo sovrano. Recenti ricerche di Maria Rostworowski, l'eminente studiosa di storia incaica contraddicono però questa ipotesi. Da un antico documento, da lei stessa ritrovato, si apprende infatti che la località di Tumipampa o Tumibamba si chiamava anticamente "Surampilli" e che avrebbe assunto lo stesso nome della panaca di Huayna Capac in onore del medesimo. Sarebbe stata quindi la panaca a dare il suo nome alla città e non viceversa.
Tumipampa panaca si inserisce in modo anomalo nell'organizzazione del Cuzco. Pachacútec, il nono sovrano della dinastia,  nonno di Huayna Capac,  aveva ristrutturato la conformazione dell'impero tenendo conto di dieci lignaggi, il suo, quelli degli otto predecessori e quello del suo erede, tra i quali aveva distribuito responsabilità ed onori.
In questa organizzazione, politica e religiosa, non era si era tenuto conto delle famiglie successive a quella del figlio dell'Inca riformatore e, quindi, la panaca Tumipampa non aveva una sua collocazione autonoma.
Per questo motivo non vi è traccia della Tumipampa panaca nella relazione dei ceque di Bernabé Cobo, né nella raffigurazione della citua di Cristóbal de Molina.
In quanto sovrano assoluto, Huayna Capac avrebbe potuto procedere ad una ridistribuzione delle cariche e delle incombenze, riservando una parte considerevole alla propria famiglia, ma i suoi disegni si erano concentrati altrove.
Le vicende dell'impero, soprattutto quelle militari, lo avevano indotto a spostare il centro d'interesse al Nord del paese, presso il regno di Quito che aveva focalizzato tutta la sua attività.
Negli ultimi anni di regno, Huayna Capac aveva fissato la sua residenza e quindi la capitale di fatto, proprio a Quito, e aveva dimostrato di nutrire uno scarso interesse per le istituzioni del Cuzco. La sua politica era stata oggetto di rimostranze e di veri e propri atti di ostilità, al punto di provocare una sollevazione in sede all'esercito, fomentata dalla fazione degli Hurin-Cuzco, ma, di fatto, si era assistito ad una evidente dislocazione del potere imperiale verso i confini del Nord.
Alla sua morte la situazione era precipitata. La lotta per la successione aveva assunto i connotati di una guerra territoriale che aveva visto fronteggiarsi le genti del Cuzco e quelle di Quito.
In questo frangente la panaca Tumipampa, di recente costituzione, non aveva potuto consolidare il suo potere anche e soprattutto perché i suoi membri si erano divisi tra gli opposti contendenti.
Dei numerosi figli di Huayna Capac, in effetti, alcuni parteggiavano per Huáscar, il signore del Cuzco, ed altri per Atahuallpa, il campione di Quito.
Se, come sembra, Huascar, nella frenesia della guerra civile, aveva finito per appoggiarsi agli Hurin-Cuzco e Atahuallpa agli Hanan-Cuzco, il senso di disorientamento appare completo.
Comunque la Tumipampa panaca aveva conservato una parvenza di autonoma consapevolezza di appartenenza per alcuni dei suoi membri se lo storico Sarmiento de Gamboa ci ha tramandato i nomi di alcuni che si dichiararono, nei primi giorni del regime coloniale come suoi rappresentanti. Essi erano: don Diego Viracocha Inga, don Guarcia Inguil Topa e don Ponzalo Sayre. Tutti si ritenevano Hanan-Cuzco.
Va infine notato che anche i figli di Paullu Inca, l'inca collaborazionista figlio di Huayna Capac, si riportavano a questa panaca.